# Sandkriget
Sandkriget (franska: Guerre des sables) var ett gränskrig mellan Marocko och Algeriet som utkämpades i oktober 1963. 

## Bakgrund
Tindoufområdet i Algeriet utgör landets enda landförbindelse med Västsahara och har därmed strategisk betydelse. I området finns även naturtillgångar, bland annat fosfat. Kung Hassan II av Marocko försökte erövra och införliva området i enlighet med den av det nationalkonservativa partiet propagerade ideologin om ett "Stor-Marocko". 

## Händelseutveckling
Efter flera incidenter vid gränsen mellan juli och september 1963, överskred marockanska trupper den 1 oktober 1963 gränsen till Algeriet och trängde in mellan 30 och 45 kilometer söder om orten Mhamid. De hotade därigenom landsvägen till oasen Tindouf.
Efter svåra strider den 8 och 9 oktober trängdes marockanerna tillbaka, men de återtog sina stödjepunkter den 14 oktober. Det föranledde den algeriske presidenten Ahmed Ben Bella att proklamera total mobilisering. Den 26 oktober hävdade den marockanska sidan att deras enheter trängt fram till en punkt 15 kilometer från Tindouf. 
Man har ansett att Hassan II använde gränsstriderna som en förevändning för att vinna inflytande över den politiska utvecklingen i Algeriet. Han fruktade en politisk allians mellan Algeriet, Egypten och eventuellt även oppositionen i Marocko. 
Den etiopiske kejsaren Haile Selassie besökte båda länderna mellan den 16 och 25 oktober och lyckades arrangera ett mellan statscheferna. Det ägde rum den 29 och 30 oktober i Bamako, Mali och man kom överens om ett vapenstillestånd som gällde från den 1 november.   
I ett hemligt protokoll bestämdes att den demilitariserade zonen mellan länderna skulle utvidgas från den 20 februari 1964. Trupperna drogs därvid tillbaka till positioner ett antal kilometer innanför de som de intagit före stridshandlingarna i oktober.
Man beräknar att omkring 1000 stupade i kriget.

## Efterspel
Spänningstillståndet mellan länderna varade i flera år och först 1972 undertecknade Marocko ett gränsfördrag med Algeriet, där man gav upp sina anspråk på Tindoufområdet.